# 虐待狂刑警系列
《虐待狂刑警系列》（日语：ドS刑事シリーズ），是七尾與史所著的推理小說系列。故事的主角是一對一男一女的刑警搭檔，包括總是嚷著「要是抓到犯人就看不到屍體了」，個性嗜虐又有獵奇興趣的超強勢女刑警黑井麻耶，以及毫無幹勁跟在身旁的弱氣男搭檔代官山脩介。故事圍繞著兩人身邊發生的殺人案件而展開。小說系列由幻冬舎所出版，而系列的其中一列作品《虐待狂刑警 蝴蝶效應殺人事件》曾發行中文譯本，由台灣尖端出版社負責出版。

## 電視劇
2015年2月，日本電視台宣佈將會改編小說故事為電視連續劇，以《虐待狂刑警》或直譯《抖S刑警》（ドS刑事）為劇名，於同年4月11日開始，於電視台土九劇集時段播放。劇集由多部未華子所主演。

### 演出角色
- 黑井瑪雅：多部未華子[4]
- 代官山脩介：大倉忠義
- 白金不二子：吉田羊
- 濱田宗一郎：八乙女光
- 中根昌信：中村靖日（日语：中村靖日）
- 有栖川恆夫：勝村政信
- 由良文男：石井正則
- 乾研三郎：Mitz Mangrove（日语：ミッツ・マングローブ）
- 代官山香織：瀨戶沙織（日语：瀬戸さおり）
- 中華屋的小健：菅裕輔（日语：菅裕輔）
- 近藤德二：伊武雅刀
- 代官山啓子：岸本加世子（日语：岸本加世子）

### 工作人員
- 原作：七尾與史《虐待狂刑警系列》（幻冬舍）
- 編劇：川崎泉、山岡真介
- 音樂：Audio Highs
- 製作總監：伊藤響
- 製作人：森雅弘、福井宏、野村敏哉（光和國際）
- 計劃協助：鈴木光（光和國際）
- 導演：中島悟、川村泰祐、松永洋一、山田信義
- 主題曲：關西傑尼斯8 （INFINITY RECORDS）
- 製作協助：光和國際
- 製作著作：日本電視台

### 播映日程及收視率
| 集數                                                         | 播出日        | 標題                                                                  | 劇本            | 導演     | 收視率 |
| ------------------------------------------------------------ | ------------- | --------------------------------------------------------------------- | --------------- | -------- | ------ |
| 第01集                                                       | 2015年4月11日 | 攻撃系女子與清純巡查拍擋的痛快警察喜劇！請你在潛入搜查中扮成女子吧... | 川崎泉          | 中島悟   | 12.7%  |
| 第02集                                                       | 2015年4月18日 | 連續縱火殺人！但是亦請你潛入去相親吧！？爆走警察喜劇！                | 川崎泉          | 中島悟   | 08.0%  |
| 第03集                                                       | 2015年4月25日 | 恐怖的連續縱火令瑪雅的怒火爆發！解開仇恨的連鎖之謎淚的抖S攻擊！       | 川崎泉          | 中島悟   | 11.0%  |
| 第04集                                                       | 2015年5月2日  | 被囚禁的少女是超抖S！？瑪雅VS小瑪雅究極的對決疑惑的拐帶事件！         | 川崎泉          | 川村泰祐 | 09.0%  |
| 第05集                                                       | 2015年5月9日  | 驚喜派對殺人事件！瑪雅也抓狂·向極權上司復仇的究竟是誰                 | 山岡真介 川崎泉 | 松永洋一 | 11.1%  |
| 第06集                                                       | 2015年5月16日 | 為了女子高中生殺人而籌劃的圈套瑪雅憤怒地闖入法庭！裝成女子最討厭了    | 川崎泉          | 川村泰祐 | 10.1%  |
| 第07集                                                       | 2015年5月23日 | 代官大人被外星人綁架了？瑪雅大震怒·擊落假貨UFO                        | 德尾浩司 川崎泉 | 中島悟   | 07.2%  |
| 第08集                                                       | 2015年5月30日 | 追蹤卑劣的連續炸彈狂魔！背叛恩師不能原諒 人情刑事落淚的理由           | 川崎泉          | 松永洋一 | 07.2%  |
| 第09集                                                       | 2015年6月6日  | 角色扮演少女悲哀的呼叫·對利用孤獨的心的犯罪憤怒的爆發                 | 川崎泉          | 中島悟   | 08.8%  |
| 第10集                                                       | 2015年6月13日 | 啊，瑪雅去了相親！？終於到達最終章·連續殺人的魔爪伸向代官山家！       | 川崎泉          | 山田信義 | 08.4%  |
| 第11集                                                       | 2015年6月20日 | 終於到了最終回・最大的敵人將瑪雅監禁了大危機！最後的「你是笨蛋嗎」    | 川崎泉          | 中島悟   | 08.8%  |
| 平均收視率 9.30%（收視率來自Video Research對關東地區的調查） |               |                                                                       |                 |          |        |

- 註：第1集播映時間延長6分鐘（日本時間 21:00 - 22:00）。

| 日本電視台 日本電視台週六連續劇             | 日本電視台 日本電視台週六連續劇             | 日本電視台 日本電視台週六連續劇 |
| ------------------------------------------- | ------------------------------------------- | ------------------------------- |
|                                             | 虐待狂刑警 （2015年4月11日－2015年6月20日） |                                 |
| 學校的階梯 （2015年1月10日－2015年3月14日） | 根性青蛙 （2015年7月11日－2015年9月19日）   |                                 |

## 外部連結
- 幻冬舎《虐待狂刑警》第一作品特設網站 （页面存档备份，存于）（日語）
- 黑井麻耶 -《虐待狂刑警》系列官方用戶 （页面存档备份，存于）（日語）
- 尖端出版社 虐待狂刑警 蝴蝶效應殺人事件介紹網站 （页面存档备份，存于）
- 電視劇官方網站 （页面存档备份，存于）（日語）
- 電視劇官方推特 （页面存档备份，存于）（日語）